# Atheta freta
Atheta freta är en skalbaggsart som beskrevs av Thomas Casey 1910. Atheta freta ingår i släktet Atheta och familjen kortvingar. Inga underarter finns listade i Catalogue of Life.